# 이방인 (1946년 영화)
《이방인》(The Stranger)은 에드워드 G. 로빈슨, 로레타 영, 오손 웰스가 주연을 맡은 1946년 미국의 스릴러 영화 누아르이다. 웰즈의 세 번째 완성된 장편 영화이자 그의 첫 번째 영화 누아르는 전쟁 범죄 수사관이 나치의 고위 도망자를 코네티컷 마을로 추적하는 것을 중심으로 한다. 홀로코스트에 대한 다큐멘터리 영상을 선보이는 첫 번째 할리우드 영화이다.
이 영화는 제8회 베니스 국제 영화제 황금사자상(당시 '그랜드 인터내셔널 상'이라고 불림) 후보에 올랐다. 시나리오 작가인 빅터 트리바스는 최고 이야기로 오스카상 후보에 올랐다. 이 영화는 저작권이 갱신되지 않았을 때 대중의 영역에 들어갔다.

## 줄거리
국제연합 군사범죄위원회의 요원인 윌슨은 전직 나치 고위직이었던 프란츠 킨들러를 사로잡기 위해 억류돼 있던 그의 동료 콘라트 마이니케를 풀어준다. 밖으로 나오자마자 마이니케는 킨틀러를 만나기 위해 미국 코네티컷의 한 마을인 하퍼에 도착하고, 마이니케를 추적하던 윌슨 역시 하퍼에 온다. 윌슨이 자신을 미행한다는 사실을 눈치챈 마이니케는 그를 학교 체육관으로 유인해 무거운 쇠뭉치로 그의 머리를 가격한다. 윌슨은 바닥에 쓰러지고 마이니케는 하퍼에서 찰스 랭킨이라는 학교 교사로 신분을 위장한 킨들러와 조우한다. 마이니케와의 대화를 통해 그가 추적을 받고 있다는 사실을 깨달은 킨들러는 숲속에서 마이니케를 목 졸라 죽인다.
킨들러(랭킨)는 그 날 지역에서 판사로 활동하는 애덤 롱스트리트의 딸 메리와 결혼할 예정이었다. 결혼식을 마친 후 랭킨은 마이니케의 시체를 땅에다 묻은 후 메리와 신혼 여행을 떠난다. 한편 오후 늦게 바닥에서 일어난 윌슨은 하퍼를 돌아다니며 마이니케와 킨들러를 찾아다닌다. 며칠 동안 마을 사람들과 친분을 쌓게 된 윌슨은 신혼 여행에서 돌아온 랭킨과 메리와 저녁 식사를 같이 하게 된다. 독일 민족의 본질에 대해 흥분하면서 대화를 이어가는 랭킨을 보고 윌슨은 그가 킨들러인 것은 아닌지 의심하기 시작한다. 메리의 동생인 노아가 윌슨의 조사에 협조하고, 하퍼 내의 일은 다 꿰고 있는 잡화점장 포터가 윌슨의 여러 부탁들을 들어준다.
한편 메리의 개인 레드가 숲속에서 마이니케의 시체가 묻힌 곳을 계속 파려고 하는 것이 랭킨의 눈에 들어간다. 처음에 레드를 지하실에 감금해 사건을 해결하려던 랭킨은 결국에 레드를 독살한다. 그러나 상황을 눈치 챈 윌슨이 마을 사람들을 모아서 마이니케의 시체를 발견한다. 진작부터 랭킨은 자신이 예전에 실수로 한 여자를 죽였으며, 마이니케는 죽은 여자의 가족이어서 자신을 협박하러 온 사람이라고 메리를 속인다. 마이니케가 거듭 협박을 하자 결국에 죽일 수밖에 없었다는 랭킨의 말을 듣고 메리는 이를 의심 없이 믿는다. 그러나 시체가 발견된 다음날 윌슨은 메리를 애덤 롱스트리트의 집으로 불러들여 랭킨이 나치의 전쟁 범죄를 고안한 킨들러라는 사실을 폭로한다.
이 사실을 들은 메리는 처음에 완강하게 윌슨의 말을 부정한다. 그러나 메리와 랭킨 모두 서로가 서로를 믿지 못하는 상황이 이어진다. 랭킨은 하퍼 번화가에 있는 시계탑으로 메리를 유인한 후, 일부러 탑 위로 올라가는 사다리를 훼손해 메리를 죽이려고 시도한다. 그러나 윌슨의 지시를 받은 메리의 하녀 세라가 절대로 시계탑으로 가지 못하도록 메리를 막으면서 랭킨의 계획은 어긋나 버린다. 모든 진실을 밝혀진 날의 밤에 메리는 시계탑에서 랭킨과 조우하는데, 윌슨 역시 뒤를 쫓아간다. 설전 끝에 랭킨은 시계탑에서 떨어져 마을 사람들이 다 보는 앞에서 죽는다. 사태가 끝난 후 윌슨은 메리에게 앞으로는 좋은 일이 있기를 기원한다.

## 같이 보기
- 유나이티드 아티스츠의 영화 목록

### 주해
1. ↑  샘 스피겔(Sam Spiegel)은 자신의 이름을 언어유희적으로 바꾼 S. P. Eagle이라는 명칭으로 크레디트에 표기되었다.